# فيليب ماكراي
فيليب ماكراي (بالإنجليزية: Philip McRae)‏ هو لاعب هوكي الجليد أمريكي، ولد في 15 مارس 1990 في منيابولس في الولايات المتحدة.

## وصلات خارجية
- فيليب ماكراي على موقع دوري الهوكي الوطني (الإنجليزية)
- فيليب ماكراي على موقع قاعة مشاهير الهوكي (لاعب أن.إتش.أل) (الإنجليزية)
- فيليب ماكراي على موقع EliteProspects.com (الإنجليزية)
- فيليب ماكراي على موقع HockeyDB.com (الإنجليزية)
- فيليب ماكراي على موقع Hockey-Reference.com (الإنجليزية)